# ان‌جی‌سی ۷۵۸۲
ان‌جی‌سی ۷۵۸۲ (انگلیسی: NGC 7582) نام یک کهکشان در صورت فلکی درنا است.